# Attagenus woodroffei
Attagenus woodroffei là một loài bọ cánh cứng trong họ Dermestidae. Loài này được Halstead & Green miêu tả khoa học năm 1979.